# Sapindus
- Commons
- Wikispecies

Sapindus L. é um género botânico pertencente à família Sapindaceae.

## Espécies
- Sapindus delavayi
- Sapindus drummondii
- Sapindus emarginatus
- Sapindus marginatus
- Sapindus mukorossi.
- Sapindus oahuensis
- Sapindus rarak
- Sapindus saponaria
- Sapindus tomentosus
- Sapindus trifoliatus
- Lista completa

## Classificação do gênero
| Sistema | Classificação                    | Referência               |
| ------- | -------------------------------- | ------------------------ |
| Linné   | Classe Octandria, ordem Trigynia | Species plantarum (1753) |